# 바나나박쥐
바나나박쥐(Musonycteris harrisoni)는 주걱박쥐과(신세계잎코박쥐과)에 속하는 박쥐의 일종이다. 나팔코박쥐 또는 콜리마긴코박쥐라는 이름으로도 흔하게 알려져 있다. 바나나박쥐속(Musonycteris)의 유일종이다.

## 특징
바나나박쥐는 중형 크기의 박쥐(수컷 몸무게는 12.6g, 암컷 10.9g)로 아주 긴 부리와 작고 둥근 귀 그리고 짧은 꼬리를 갖고 있다. 긴 부리때문에 두개골 또한 길다. 주둥이는 두개골 길이의 거의 반을 형성한다. 몸은 회색빛 도는 갈색을 띤다. 피부 쪽 털은 흰색이고, 털 끝은 갈색을 띤다.

## 분포 및 서식지
바나나 과수원에서 처음 발견했으며, 멕시코의 토착종이다. 멕시코의 주 분포 지역은 콜리마 주와 미초아칸 주, 게레로 주 지역이다. 가장 작은 분포 지역을 갖는 잎코박쥐의 일종으로 겨우 20,000km^2 넓이에 분포한다. 자연 서식지는 아열대 또는 열대 기후 지역의 건조 관목지대이다. 서식지 감소로 멸종 위협을 받고 있다. 서식 고도는 최대 1,700m로 기록되고 있다.